# Маскиго (Висконсин)
Маскиго (енгл. Muskego) град је у америчкој савезној држави Висконсин.

## Демографија
По попису из 2010. године број становника је 24.135, што је 2.738 (12,8%) становника више него 2000. године.
| Група             | 2000.          | 2010.          |
| Белци             | 20.810 (97,3%) | 23.061 (95,6%) |
| Афроамериканци    | 34 (0,2%)      | 67 (0,3%)      |
| Азијати           | 97 (0,5%)      | 215 (0,9%)     |
| Хиспаноамериканци | 281 (1,3%)     | 545 (2,3%)     |
| Укупно            | 21.397         | 24.135         |